# Список аэропортов Сомалиленда
Это список Аэропортов в Сомалиленде, сортированный по алфавиту.

## Аэропорты
| Города Сомалиленда    | ИКАО                  | ИАТА                  | Название аэропорта                 |
| Гражданские аэропорты | Гражданские аэропорты | Гражданские аэропорты | Гражданские аэропорты              |
| --------------------- | --------------------- | --------------------- | ---------------------------------- |
| Бербера               | HCMI                  | BBO                   | Международный аэропорт Бербера     |
| Борама                | нет                   | BXX                   | Борама                             |
| Буръо                 | HCMV                  | BUO                   | Буръо                              |
| Ласъанод              | HCMP                  | нет                   | Ласъанод                           |
| Харгейса              | HCMH                  | HGA                   | Международный аэропорт имени Эгаля |
| Эригабо               | HCMU                  | ERA                   | Эригабо                            |